# Stadion Mladost w Prelogu
Stadion Mladost – nieistniejący już stadion piłkarsko-żużlowy w Prelogu, w Chorwacji. Obiekt użytkowany był przez żużlowców klubu SC Prelog i piłkarzy zespołu NK Mladost Prelog. Długość toru żużlowego na stadionie wynosiła 342 m, jego szerokość na prostych była równa 10 m, a na łukach 14 m. W latach 2012–2014 w miejscu stadionu wybudowano dwa nowe boiska piłkarskie.
15 maja 1964 roku klub żużlowy SC Prelog zorganizował na tym stadionie pierwsze oficjalne zawody żużlowe. Przez następne lata Prelog zyskał miano „miasta żużla”. Na torze organizowano wiele zawodów, w tym również o randze międzynarodowej, jak np. eliminacje indywidualnych mistrzostw świata. Rekord toru z czasem 62,2 s ustanowił 2 września 2007 roku Nikola Martinec. Ostatnie zawody żużlowe rozegrano na obiekcie w 2008 roku. Następnie klub z pomocą miasta miał wybudować nowy tor w innej lokalizacji. Do budowy jednak nie doszło, a tymczasem tor na stadionie Mladost uległ likwidacji. Latem 2009 roku na początkach i końcach zakrętów dorobiono narożniki boiska piłkarskiego, których brak był problemem podczas organizacji meczów. Natomiast w 2012 roku zaczęto kompletną przebudowę obiektu, który uległ tym samym likwidacji. Rozebrane zostały wały ziemne wokół toru wraz z trybunami, a na terenie dawnego stadionu powstały dwa nowe boiska piłkarskie (jedno pełnowymiarowe), wyraźnie obrócone względem poprzedniego. Otwarcie nowych boisk miało miejsce 25 lipca 2014 roku.